# ロバート・ヘイズ
ロバート・ヘイズ（Robert Hays, 1947年7月24日 - ）は、アメリカ合衆国の俳優、声優である。

## 来歴
1947年にメリーランド州で生まれる。舞台などでキャリアを積み、1975年に『ロックフォードの事件メモ』などのテレビシリーズに出演してプロデビューを果たす。その後もコンスタントにキャリアを積み重ね、1980年に公開された『大空港』などの航空映画をパロディにしたコメディ映画『フライングハイ』の主演で知られるようになる。同作品はアメリカ国内でヒットとなり、その後に製作された続編『フライングハイ2/危険がいっぱい月への旅』にも同役で続投している。それ以外の作品では1980年代に放送されたシットコム『FM』や1990年代に放送されたテレビアニメ『アイアンマン』での声の出演などがある。

### 私生活
1990年に女優のシェリー・カーリーと結婚し、一児の父親となったが、1997年に離婚した。

## 出演作品

### 映画
- Young Pioneers (1976) ※テレビ映画
- Young Pioneers' Christmas (1976) ※テレビ映画
- のろわれた美人学生寮 The Initiation of Sarah (1978) ※テレビ映画
- Almost Heaven (1978)
- Will Rogers: Champion of the People (1978)
- アッシャー家の崩壊 The Fall of the House of Usher (1979)
- The Girl, the Gold Watch & Everything (1980) ※テレビ映画
- フライングハイ Airplane! (1980)
- ビール工場大パニック Take This Job and Shove It (1981)
- カリフォルニア・ゴールドラッシュ California Gold Rush (1981)
- 1929/米国が震えた日 The Day the Bubble Burst (1982) ※テレビ映画
- フライングハイ2/危険がいっぱい月への旅 Airplane II: The Sequel (1982)
- トレンチコート危険な追跡 Trenchcoat (1983)
- 勝利への大停電 Utilities (1983)
- Touched (1983)
- スキャンダラス Scandalous (1984)
- Mister Roberts (1984) ※テレビ映画
- キャッツ・アイ Cat's Eye (1985)
- ペーパーバック殺人事件 Murder by the Book (1987)
- ハネムーン・アカデミー Honeymoon Academy (1989)
- バック・トゥ・ザ・JFK Running Against Time (1990)
- 50 フィフティ・フィフティ Fifty/Fifty (1992)
- チョコレート・スクランブル Amour et chocolat (1992)
- 奇跡の旅 Homeward Bound: The Incredible Journey (1993)
- Basic Values: Sex, Shock & Censorship in the 90's (1993) ※テレビ映画
- No Dessert, Dad, Till You Mow the Lawn (1994)
- バッドコップ Raw Justice (1994)
- ホーネット Deadly Invasion: The Killer Bee Nightmare (1995) ※テレビ映画
- 状況証拠 Vanished (1995) ※テレビ映画
- Guys Like Us (1995) ※テレビ映画
- パシフィカ Cyber Bandits (1995)
- 奇跡の旅2/サンフランシスコの大冒険 Homeward Bound II: Lost in San Francisco (1996)
- サイコ・テロリスト/ 連続爆弾魔 Unabomber: The True Story (1996) ※テレビ映画
- Christmas Every Day (1996) ※テレビ映画
- I'll Be Home for Christmas (1997) ※テレビ映画
- 失われた男　NIGHTWORLD Nightworld: 30 Years to Life (1998) ※テレビ映画
- クリミナル・ファイル/嫉妬 Deadly Appearances (2000) ※テレビ映画
- Dr.Tと女たち Dr. T and the Women (2000)
- Alex in Wonder (2001)
- ワンダフル・ドッグ/ ともだちはレトリバー The Retrievers (2001) ※テレビ映画
- The Santa Trap (2002) ※テレビ映画
- Freezerburn (2005)
- Universal Remote (2007)
- Nicky's Birthday Camera (2007)
- スーパーヒーロームービー!! -最'笑'超人列伝- Superhero Movie (2008)
- Paranormal Movie (2013)
- シャークネード カテゴリー2 Sharknado 2: The Second (2014)

### テレビドラマ
- ロックフォードの事件メモ The Rockford Files (1975)
- ドクター・ウェルビー Marcus Welby, M.D. (1975)
- サンフランシスコ捜査線 The Streets of San Francisco (1976)
- 探偵キャノン Cannon (1976)
- ラバーン&シャーリー Laverne & Shirley (1976)
- ブルー・ナイト The Blue Knight (1976)
- Spencer's Pilots (1976)
- Most Wanted (1976)
- ワンダーウーマン Wonder Woman (1977)
- ラブ・ボート The Love Boat (1978)
- The Young Pioneers (1978)
- アンジー Angie (1979, 1980)
- スターマン Starman (1986 - 1987)
- FM (1989 - 1990)
- Cutters (1993)
- Touched by an Angel (1996)
- Kelly Kelly (1998)
- ザット'70sショー That '70s Show (2000)
- ベティ Bette (2001)
- スピン・シティ Spin City (2002)
- Robbery Homicide Division (2003)

### テレビアニメ
- アイアンマン Iron Man (1994 - 1996)
- インクレディブル・ハルク (1996)
- スーパーマン Superman (1997)
- スパイダーマン Spider-Man (1996 - 1997)